# 重庆市第十八中学
重庆市第十八中学位于重庆市江北区，有观音桥、铁山坪两个校区，是重庆市首批重点中学。学校前身为1949年成立的新声中学。
观音桥校区占地 54 亩，铁山坪校区占地 300 亩。现有班级 150 个（包括国际班），学生 7000 余人，学校教师 567 人。

## 历史
- 1949年3月，由柯黄，肖依默等人组成董事会，开办私立学校“新声中学”，位于江北香国寺（现鲤鱼池）。[1]
- 1952年11月，“新声中学”更名为“重庆市第十八初级中学”。
- 1958年，开办高中，“重庆市第十八初级中学”更名为“重庆市第十八中学”。
- 1959年，经过重庆市教育委员会审批，重庆市第十八中学被评为重庆市重点中学。
- 1962年，被评为重庆市江北区重点中学。
- 1980年，被定为四川省首批重点中学和重庆市对外开放学校。
- 1999年12月，被定为重庆市直辖市首批重点中学。
- 2001年，建北中学与华新中学（江北区外语学校）合并，由重庆市第十八中学领办成立十八中分部。
- 2003年，与长安集团公司子弟中学（宁和中学）合并。[4]
- 2013年，学校位于铁山坪街道的新校区投入使用。

## 招生计划
- 北京大学中学校长实名推荐制，可推荐名额为1名[5]。
- 清华大学新百年领军计划，可推荐名额为1名[6]。